# Ennominae
Ennominae — підродина метеликів родини П'ядуни (Geometridae).

## Класифікація
Класифікація підродини на стадії розробки і тому постійно змінюється.

### Триби
Abraxini

Angeronini

Apeirini

Apochimini

Azelinini

Baptini

Bistonini 

Boarmiini

Bupalini 

Caberini

Campaeini 

Cheimopteni

Colotoini

Cystidiini

Desertobiini

Ennomini

Erannini

Gnophini 

Gonodontini 

Lithinini 

Macariini

Melanolophiini 

Nacophorini 

Ourapterygini

Phaseliini 

Sphacelodini

Theriini 

Wilemanini

### Родиincertae sedis
| - Adalbertia - Anavitrinelia - Bichroma - Chelotephrina - Chemerina - Chesiadodes - Compsoptera - Cyclomia - Declana — Nacophorini? - Enconista - Eubarnesia - Geolyces - Hoplosauris — Ennomini? - Hulstina - Hypochrosis - Liodesina - Melanochroia - Mericisca - Metanema - Metarranthis - Miantochora - Nepterotaea | - Neritodes — Macariini? - Onychora - Ortaliella - Orthocabera — Abraxini (Cassymini if distinct)? - Orthofidonia — Boarmiini? - Paraglaucina - Parapheromia - Prionomelia - Probole - Pseudocoremia — Boarmiini? - Pterotaea - Rhoptria - Slossonia - Sperrya - Synglochis - Toulgoetia - Tracheops - Tritocleis (вимер) - Xenoecista - Xylopteryx - Zamarada — Abraxini (Cassymini if distinct)? |

## Палеонтологія
Найдавніший представник підродини виявлений у 2019 році у балтійському бурштині. Це гусениця завдовжки 5 мм, описана під назвою Eogeometer vadens та датується середнім еоценом (44 млн років тому).